# Temnora pylas
Temnora pylas is een vlinder uit de familie van de pijlstaarten (Sphingidae). De wetenschappelijke naam van de soort werd in 1779 gepubliceerd door Pieter Cramer.